# Pelexia caucae
Pelexia caucae är en orkidéart som beskrevs av Rudolf Schlechter. Pelexia caucae ingår i släktet Pelexia och familjen orkidéer. Inga underarter finns listade i Catalogue of Life.